# Мастерс Париж
Мастерс Париж, раніше Paris Open — міжнародний щорічний чоловічий професійний тенісний турнір. З 2007 року проводиться на закритих кортах з твердим покриттям. Турнір є частиною серії Туру ATP Мастерс організованого ATP. Проводиться в листопаді в Парижі, Франція і є останнім турніром перед Фіналом ATP.
За назвами спонсорів, турнір мав назви Jean Becker Open, BNP Paribas Masters, Rolex Paris Masters.

## Усі фінали

### Одиночний розряд
| Рік                    | Чемпіон            | Фіналіст           | Рахунок                            |
| ---------------------- | ------------------ | ------------------ | ---------------------------------- |
| 1969                   | Том Оккер          | Батч Бухгольц      | 8–6, 6–2, 6–1                      |
| ↓ Grand Prix circuit ↓ |                    |                    |                                    |
| 1970                   | Артур Еш           | Марті Ріссен       | 7–6, 6–4, 6–3                      |
| 1971                   | Не проводився      | Не проводився      | Не проводився                      |
| 1972                   | Стен Сміт          | Андрес Хімено      | 6–2, 6–2, 7–5                      |
| 1973                   | Іліє Настасе       | Стен Сміт          | 4–6, 6–1, 3–6, 6–0, 6–2            |
| 1974                   | Браян Готтфрід     | Едді Діббс         | 6–3, 5–7, 8–6, 6–0                 |
| 1975                   | Том Оккер (2)      | Артур Еш           | 6–3, 2–6, 6–3, 3–6, 6–4            |
| 1976                   | Едді Діббс         | Хайме Фійоль       | 5–7, 6–4, 6–4, 7–6                 |
| 1977                   | Коррадо Барадзутті | Браян Готтфрід     | 7–6, 7–6, 6–7, 3–6, 6–4            |
| 1978                   | Боб Лутц           | Том Галліксон      | 6–2, 6–2, 7–6                      |
| 1979                   | Гаролд Соломон     | Коррадо Барадзутті | 6–3, 2–6, 6–3, 6–4                 |
| 1980                   | Браян Готтфрід (2) | Адріано Панатта    | 4–6, 6–3, 6–1, 7–6                 |
| 1981                   | Марк Вайнс         | Паскаль Порт       | 6–2, 6–4, 6–3                      |
| 1982                   | Войцех Фібак       | Білл Скенлон       | 6–2, 6–2, 6–2                      |
| 1983–85                | Не проводився      | Не проводився      | Не проводився                      |
| 1986                   | Борис Бекер        | Серхіо Касаль      | 6–4, 6–3, 7–6                      |
| 1987                   | Тім Майотт         | Бред Гілберт       | 2–6, 6–3, 7–5, 6–7, 6–3            |
| 1988                   | Амос Мансдорф      | Бред Гілберт       | 6–3, 6–2, 6–3                      |
| 1989                   | Борис Бекер (2)    | Стефан Едберг      | 6–4, 6–3, 6–3                      |
| ↓ Тур ATP Мастерс ↓    |                    |                    |                                    |
| 1990                   | Стефан Едберг      | Борис Бекер        | 3–3 (ret.)                         |
| 1991                   | Гі Форже           | Піт Сампрас        | 7–6(11–9), 4–6, 5–7, 6–4, 6–4      |
| 1992                   | Борис Бекер (3)    | Гі Форже           | 7–6(7–3), 6–3, 3–6, 6–3            |
| 1993                   | Горан Іванишевич   | Андрій Медведєв    | 6–4, 6–2, 7–6(7–2)                 |
| 1994                   | Андре Агассі       | Марк Россе         | 6–3, 6–3, 4–6, 7–5                 |
| 1995                   | Піт Сампрас        | Борис Бекер        | 7–6(7–5), 6–4, 6–4                 |
| 1996                   | Томас Енквіст      | Євген Кафельников  | 6–2, 6–4, 7–5                      |
| 1997                   | Піт Сампрас (2)    | Йонас Бйоркман     | 6–3, 4–6, 6–3, 6–1                 |
| 1998                   | Грег Руседскі      | Піт Сампрас        | 6–4, 7–6(7–4), 6–3                 |
| 1999                   | Андре Агассі (2)   | Марат Сафін        | 7–6(7–1), 6–2, 4–6, 6–4            |
| 2000                   | Марат Сафін        | Марк Філіппуссіс   | 3–6, 7–6(9–7), 6–4, 3–6, 7–6(10–8) |
| 2001                   | Себастьян Грожан   | Євген Кафельников  | 7–6(7–3), 6–1, 6–7(5–7), 6–4       |
| 2002                   | Марат Сафін (2)    | Ллейтон Г'юїтт     | 7–6(7–4), 6–0, 6–4                 |
| 2003                   | Тім Генман         | Андрей Павел       | 6–2, 7–6(8–6), 7–6(7–2)            |
| 2004                   | Марат Сафін (3)    | Радек Штепанек     | 6–3, 7–6(7–5), 6–3                 |
| 2005                   | Томаш Бердих       | Іван Любичич       | 6–3, 6–4, 3–6, 4–6, 6–4            |
| 2006                   | Микола Давиденко   | Домінік Хрбати     | 6–1, 6–2, 6–2                      |
| 2007                   | Давід Налбандян    | Рафаель Надаль     | 6–4, 6–0                           |
| 2008                   | Жо-Вілфрід Тсонга  | Давід Налбандян    | 6–3, 4–6, 6–4                      |
| 2009                   | Новак Джокович     | Гаель Монфіс       | 6–2, 5–7, 7–6(7–3)                 |
| 2010                   | Робін Содерлінг    | Гаель Монфіс       | 6–1, 7–6(7–1)                      |
| 2011                   | Роджер Федерер     | Жо-Вілфрід Тсонга  | 6–1, 7–6(7–3)                      |
| 2012                   | Давид Феррер       | Єжи Янович         | 6–4, 6–3                           |
| 2013                   | Новак Джокович (2) | Давид Феррер       | 7–5, 7–5                           |
| 2014                   | Новак Джокович (3) | Милош Раонич       | 6–2, 6–3                           |
| 2015                   | Новак Джокович (4) | Енді Маррей        | 6–2, 6–4                           |
| 2016                   | Енді Маррей        | Джон Ізнер         | 6–3, 6–7(4–7), 6–4                 |
| 2017                   | Джек Сок           | Філіп Країнович    | 5–7, 6–4, 6–1                      |
| 2018                   | Карен Хачанов      | Новак Джокович     | 7–5, 6–4                           |
| 2019                   | Новак Джокович (5) | Денис Шаповалов    | 6–3, 6–4                           |
| 2020                   | Данило Медведєв    | Александр Зверєв   | 5–7, 6–4, 6–1                      |
| 2021                   | Новак Джокович (6) | Данило Медведєв    | 4–6, 6–3, 6–3                      |
| 2022                   | Гольґер Руне       | Новак Джокович     | 3–6, 6–3, 7–5                      |
| 2023                   | Новак Джокович (7) | Григор Димитров    | 6–4, 6–3                           |
| 2024                   | Александр Зверєв   | Юго Енбер          | 6–2, 6–2                           |

### Парний розряд
| Рік                    | Переможці                             | Фіналісти                            | Рахунок                    |
| ---------------------- | ------------------------------------- | ------------------------------------ | -------------------------- |
| 1969                   | Джон Ньюкомб Тоні Роч                 | Том Оккер Марті Ріссен               | 10–8, 6–4, 6–2             |
| ↓ Grand Prix circuit ↓ |                                       |                                      |                            |
| 1970                   | Панчо Гонсалес Кен Роузволл           | Том Оккер Марті Ріссен               | 6–4, 7–6, 7–6              |
| 1971                   | Не проводився                         | Не проводився                        | Не проводився              |
| 1972                   | П'єрр Бартес Франсуа Жоффре           | Андрес Хімено Хуан Хісберт стар.     | 6–3, 6–2                   |
| 1973                   | Хуан Хісберт стар. Іліє Настасе       | Артур Еш Роско Теннер                | 6–2, 4–6, 7–5              |
| 1974                   | Патріс Домінгес Франсуа Жоффре (2)    | Браян Готтфрід Рауль Рамірес         | 7–5, 6–4                   |
| 1975                   | Войцех Фібак Карл Майлер              | Іліє Настасе Том Оккер               | 6–4, 7–6                   |
| 1976                   | Том Оккер Марті Ріссен                | Фред Макнеер Шервуд Стюарт           | 6–2, 6–2                   |
| 1977                   | Браян Готтфрід Рауль Рамірес          | Джефф Боров'як Роджер Тейлор         | 6–2, 6–0                   |
| 1978                   | Брюс Менсон Ендрю Паттісон            | Йон Ціріак Гільєрмо Вілас            | 7–6, 6–2                   |
| 1979                   | Жан-Луї Ейє Жіль Мореттон             | Джон Ллойд Тоні Ллойд                | 7–6, 7–6                   |
| 1980                   | Паоло Бертолуччі Адріано Панатта      | Браян Готтфрід Реймонд Мур           | 6–4, 6–4                   |
| 1981                   | Іліє Настасе Яннік Ноа                | Ендрю Джарретт Джонатан Сміт         | 6–4, 6–4                   |
| 1982                   | Браян Готтфрід (2) Брюс Менсон (2)    | Джей Лепідус Рік Маєр                | 6–4, 6–2                   |
| 1983–85                | Не проводився                         | Не проводився                        | Не проводився              |
| 1986                   | Пітер Флемінг Джон Макінрой           | Мансур Бахрамі Дієго Перес           | 6–3, 6–2                   |
| 1987                   | Якоб Гласек Клаудіо Медзадрі          | Скотт Девіс Девід Пейт               | 7–6, 6–2                   |
| 1988                   | Пол Еннекон Джон Фіцджеральд          | Джим Грабб Хрісто ван Ренсбург       | 6–2, 6–2                   |
| 1989                   | Джон Фіцджеральд (2) Андерс Яррід     | Якоб Гласек Ерік Віноградскі         | 7–6, 6–4                   |
| ↓ Тур ATP Мастерс ↓    |                                       |                                      |                            |
| 1990                   | Скотт Девіс Девід Пейт                | Даррен Кейгілл Марк Кратцманн        | 5–7, 6–3, 6–4              |
| 1991                   | Джон Фіцджеральд (3) Андерс Яррід (2) | Келлі Джонс Рік Ліч                  | 3–6, 6–3, 6–2              |
| 1992                   | Джон Макінрой (2) Патрік Макінрой     | Патрік Гелбрайт Дані Віссер          | 6–4, 6–2                   |
| 1993                   | Байрон Блек Джонатан Старк            | Том Нейссен Цирил Сук                | 4–6, 7–5, 6–2              |
| 1994                   | Якко Елтінг Паул Гаргейс              | Байрон Блек Джонатан Старк           | 3–6, 7–6, 7–5              |
| 1995                   | Грант Коннелл Патрік Гелбрайт         | Джим Грабб Тодд Мартін               | 6–2, 6–2                   |
| 1996                   | Якко Елтінг (2) Паул Гаргейс (2)      | Євген Кафельников Даніель Вацек      | 6–4, 4–6, 7–6              |
| 1997                   | Якко Елтінг (3) Паул Гаргейс (3)      | Рік Ліч Джонатан Старк               | 6–2, 7–6                   |
| 1998                   | Магеш Бгупаті Леандер Паес            | Якко Елтінг Паул Гаргейс             | 6–4, 6–2                   |
| 1999                   | Себастьян Ларо Алекс О'Браєн          | Паул Гаргейс Джаред Палмер           | 7–6(9–7), 7–5              |
| 2000                   | Ніклас Культі Максим Мирний           | Паул Гаргейс Деніел Нестор           | 6–4, 7–5                   |
| 2001                   | Елліс Феррейра Рік Ліч                | Магеш Бгупаті Леандер Паес           | 3–6, 6–4, 6–3              |
| 2002                   | Ніколя Ескюде Фабріс Санторо          | Густаво Куертен Седрік Пйолін        | 6–3, 7–6(8–6)              |
| 2003                   | Вейн Артурс Пол Генлі                 | Мікаель Льодра Фабріс Санторо        | 6–3, 1–6, 6–3              |
| 2004                   | Йонас Бйоркман Тодд Вудбрідж          | Вейн Блек Кевін Ульєтт               | 6–3, 6–4                   |
| 2005                   | Боб Браян Майк Браян                  | Марк Ноулз (тенісист) Деніел Нестор  | 6–4, 6–7(3–7), 6–4         |
| 2006                   | Арно Клеман Мікаель Льодра            | Фабріс Санторо Ненад Зімоньїч        | 7–6(7–4), 6–2              |
| 2007                   | Боб Браян (2) Майк Браян (2)          | Деніел Нестор Ненад Зімоньїч         | 6–3, 7–6(7–4)              |
| 2008                   | Йонас Бйоркман (2) Кевін Ульєтт       | Джефф Кутзе Веслі Муді               | 6–2, 6–2                   |
| 2009                   | Деніел Нестор Ненад Зімоньїч          | Марсель Гранольєрс Томмі Робредо     | 6–3, 6–4                   |
| 2010                   | Магеш Бгупаті (2) Максим Мирний (2)   | Марк Ноулз (тенісист) Енді Рам       | 7–5, 7–5                   |
| 2011                   | Роган Бопанна Айсам-уль-Хак Куреші    | Жульєн Беннето Ніколя Маю            | 6–2, 6–4                   |
| 2012                   | Магеш Бгупаті (3) Роган Бопанна (2)   | Айсам-уль-Хак Куреші Жан-Жульєн Роєр | 7–6(8–6), 6–3              |
| 2013                   | Боб Браян (3) Майк Браян (3)          | Александер Пея Бруно Соарес          | 6–3, 6–3                   |
| 2014                   | Боб Браян (4) Майк Браян (4)          | Марцин Матковський Юрген Мельцер     | 7–6(7–5), 5–7, [10–6]      |
| 2015                   | Іван Додіг Марсело Мело               | Вашек Поспішил Джек Сок              | 2–6, 6–3, [10–5]           |
| 2016                   | Генрі Контінен Джон Пірс (тенісист)   | П'єр-Юг Ербер Ніколя Маю             | 6–4, 3–6, [10–6]           |
| 2017                   | Лукаш Кубот Марсело Мело (2)          | Іван Додіг Марсель Гранольєрс        | 7–6(7–3), 3–6, [10–6]      |
| 2018                   | Марсель Гранольєрс Ражів Рам          | Жан-Жульєн Роєр Горія Текеу          | 6–4, 6–4                   |
| 2019                   | П'єр-Юг Ербер Ніколя Маю              | Карен Хачанов Андрій Рубльов         | 6–4, 6–1                   |
| 2020                   | Фелікс Оже-Аліассім Губерт Гуркач     | Мате Павич Бруно Соарес              | 6–7(3–7), 7–6(9–7), [10–2] |
| 2021                   | Тім Пюц Майкл Вінус                   | П'єр-Юг Ербер Ніколя Маю             | 6–3, 6–7(4–7), [11–9]      |
| 2022                   | Ніл Скупскі Веслі Колгоф              | Остін Крайчек Іван Додіг             | 7–6(7–5), 6–4              |
| 2023                   | Сантьяго Гонсалес Едуар Роже-Васслен  | Роган Бопанна Меттью Ебден           | 6–2, 5–7, [10–7]           |
| 2024                   | Веслі Колгоф Нікола Мектич            | Ллойд Ґласспул Адам Павласек         | 3–6, 6–3, [10–5]           |